# District de Kaipara
Pour les articles homonymes, voir Kaipara.

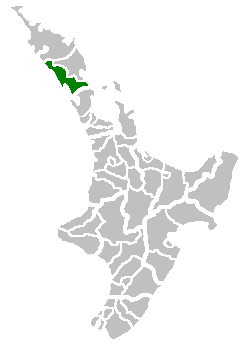
Localisation du district de Kaipara sur une carte de l'île du Nord

Le district de Kaipara (Kaipara District) est situé dans la région de Northland, dans le nord de l'île du Nord de la Nouvelle-Zélande.

## Géographie

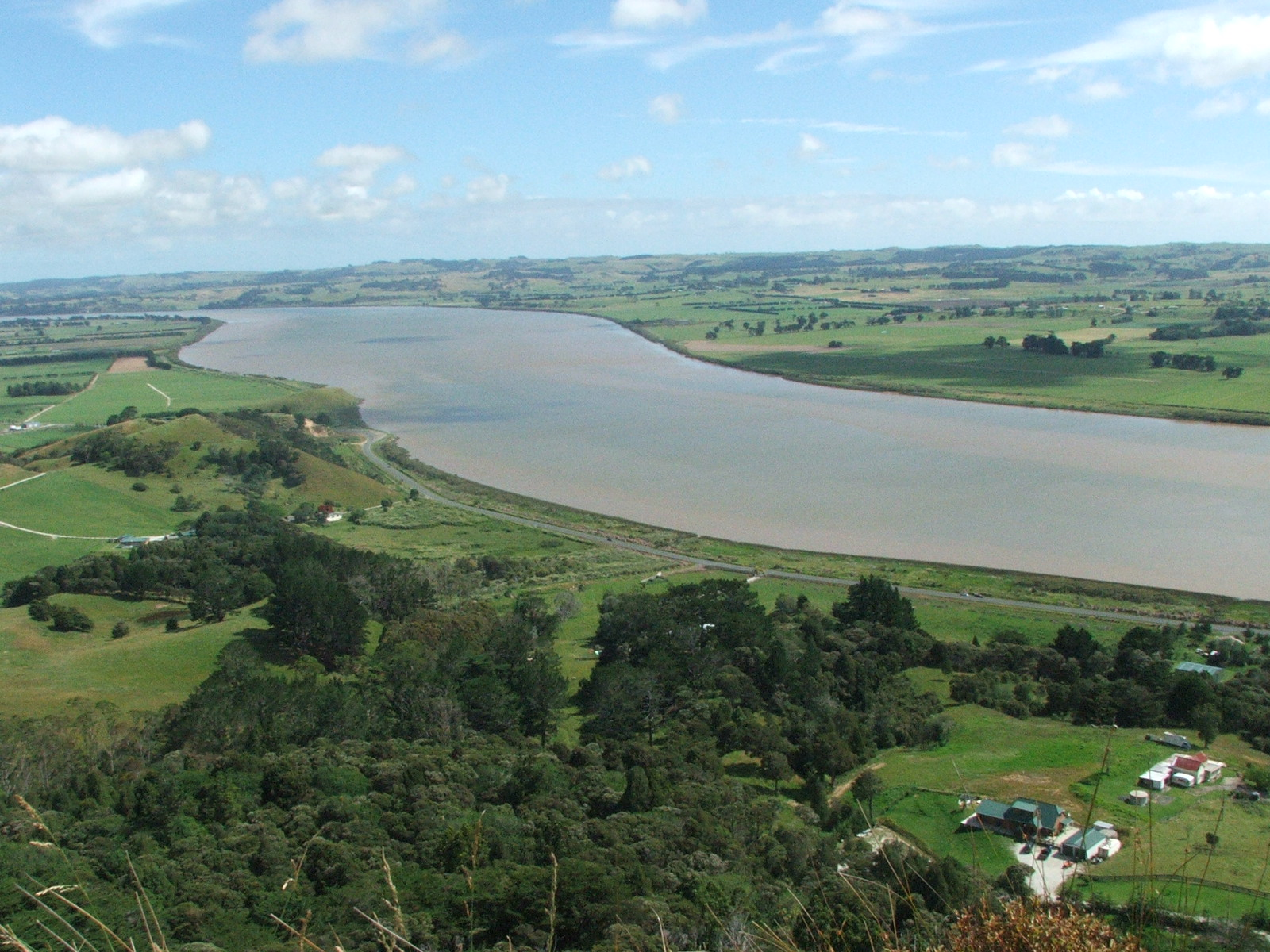
Le Wairoa

Le district de Kaipara est situé dans les collines basses de la côte nord du port de Kaipara (en), une grande baie ouverte sur la mer de Tasman.
Le district, de 3 117,09 km2 et plus ou moins triangulaire, s'étend de la péninsule de North Auckland (un peu plus au sud de Maungaturoto) au sud-est à la forêt de Waipoua au nord-ouest ; il s'étend alors le long de la côte ouest jusqu'au port de Kaipara. Il est divisé en deux parties par le fleuve Wairoa et ses tributaires ; son embouchure se trouve dans la partie nord du port de Kaipara.

## Démographie
Le district est constitué des villes de Dargaville, Maungaturoto et Kaiwaka, ainsi que les régions rurales à leurs alentours. Il a une population de 18 132 personnes lors du recensement de 2006, dont 4 450 habitant à Dargaville, siège du conseil du district.
Le district est surtout rural, avec peu d'établissements. La région autour de Dargaville est connu pour son haut pourcentage de la population venant de Dalmatie.
La ville la plus proche est Whangarei, à 45 km au nord-est de Dargaville.

## Administration
Le district est subdivisé en quatre wards : Dargaville, Otamatea, Central et West Coast.